# Isabella Rocchietta
Isabella Rocchietta (Milano, 25 gennaio 1978) è un'ex modella, attrice e cantante italiana.

## Biografia
Nata a Milano, è diventata modella all'età di un anno, notata da una redattrice di Vogue bambini che aveva già assunto il fratello Matteo, di quattro anni più grande. Ha iniziato la sua attività artistica prendendo parte a numerose campagne pubblicitarie, sia fotografiche che di spot televisivi. Tra le altre, ha lavorato per Confettura Santa Rosa, Cristallina, Upim, GiG, Mattel, Chambre, Migliorati, Nestlé, Cameo, Oxo, Sammontana, Mondadori, Pavesi, Barilla (per il quale è stata diretta da Federico Fellini).

### Cinema
Ha debuttato al cinema nel 1982 nel film Anno 2020 - I gladiatori del futuro di Joe D'Amato, per recitare successivamente in Testa o croce di Nanni Loy, e in tre film di Carlo Vanzina: Amarsi un po'..., I miei primi 40 anni e S.P.Q.R. - 2000 e ½ anni fa.
Nel 1988 ha sostenuto una piccolissima parte nel film drammatico Miss Arizona, il cui cast comprendeva nei ruoli più importanti il fratello Matteo, Marcello Mastroianni e Hanna Schygulla; è apparsa poi nel lacrima-movie Le prime foglie d'autunno e nel 1990 nel fantascientifico Frankenstein oltre le frontiere del tempo, diretta da Roger Corman. L'ultimo film a cui ha partecipato è Klon, del 1994.

### Televisione
Nel 1983, dopo qualche esperienza nel mondo dei fotoromanzi, ha iniziato la sua carriera di attrice televisiva, diretta da Salvatore Nocita nella miniserie Piccolo mondo antico, regista con il quale lavorerà anche nel 1985 in Giorno dopo giorno, al fianco, tra gli altri, di Barbara D'Urso.
Nel 1984 è stata scelta da Pippo Baudo come piccola valletta insieme a Viola Simoncioni del Festival di Sanremo 1984, palco che ricalcherà nel 2004 da inviata, nell'edizione condotta da Simona Ventura.
Sempre nel 1984 ha debuttato come cantante incidendo l'LP Cantabimbo, in coppia con il fratello (i due hanno utilizzato lo pseudonimo Isabel & Matteo).
Ha recitato ancora per la televisione nel 1987, nella serie Aeroporto internazionale, quindi nel 1991 ne Il principe del deserto e nel 1999 in Due per tre, sit-com Mediaset con Loretta Goggi e Johnny Dorelli.

## Vita privata
Nel 2004 ha abbandonato il mondo dello spettacolo: laureatasi in odontoiatria e protesi dentale alla Statale di Milano, si è quindi dedicata esclusivamente alla chirurgia orale, affermandosi in questo campo anche con diverse pubblicazioni su riviste di rilevanza internazionale. Nel 2007 ha sposato Massimiliano Nitti, da cui ha avuto tre figli maschi . Attualmente vive a Londra.

## Filmografia

### Cinema
- Anno 2020 - I gladiatori del futuro, regia di Joe D'Amato (1982)
- Testa o croce, regia di Nanni Loy (1982)
- Amarsi un po'..., regia di Carlo Vanzina (1984)
- I miei primi 40 anni, regia di Carlo Vanzina (1987)
- Miss Arizona, regia di Pál Sándor (1987)
- Le prime foglie d'autunno, regia di Raimondo Del Balzo (1988)
- Frankenstein oltre le frontiere del tempo, regia di Roger Corman (1990)
- S.P.Q.R. - 2000 e ½ anni fa, regia di Carlo Vanzina (1994)
- Klon, regia di Lino Del Fra (1994)

### Televisione
- Piccolo mondo antico, regia di Salvatore Nocita – miniserie TV (1983)
- Giorno dopo giorno, regia di Salvatore Nocita – serie TV (1985)
- Aeroporto internazionale – serie TV (1987)
- Il principe del deserto, regia di Duccio Tessari – miniserie TV (1991)
- Due per tre – serie TV (1999)

## Teatro
- Delitto e castigo, regia di Sandro Bolchi (1983)
- La medesima strada, regia di Klaus Michael Grüber (1987)

## Discografia

### 33 giri
- 1984 – Cantabimbo (Ariston Music – TAM 5000, come Isabel e Matteo)

### 45 giri
- 1984 – Mamma non so/Isabella si fa i ricci (Soedi – SOS 610004, 7")